# Mord im Orient-Express (Roman)

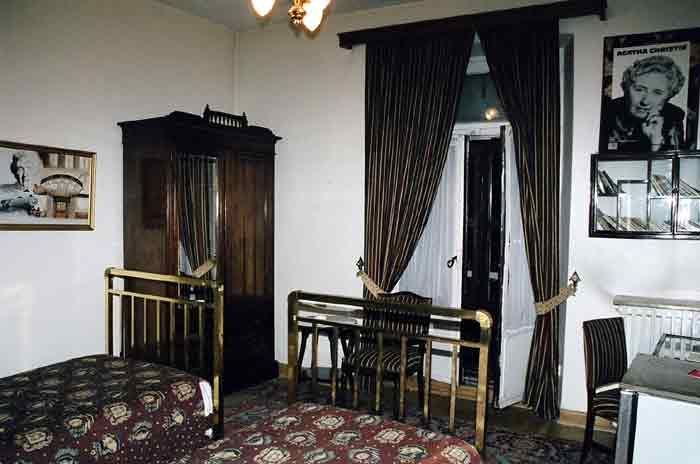
Zimmer des Hotels Pera in Istanbul, in dem Agatha Christie den Roman Mord im Orient-Express geschrieben haben soll.

Mord im Orient-Express (englisch Murder on the Orient Express) ist ein Kriminalroman von Agatha Christie mit Hercule Poirot als Ermittler, der einen Mord im Orient-Express, einem Zug von Istanbul nach Calais, aufklärt. Er erschien am 1. Januar 1934 in Großbritannien und im selben Jahr unter verändertem Titel in den USA (Murder in the Calais Coach) und in Deutschland (Die Frau im Kimono). Der Roman wurde seit 1973 mehrfach verfilmt.

## Handlung
Als der belgische Detektiv Hercule Poirot eine Reise im Orient-Express von Istanbul nach London buchen möchte, ist der Zug überraschenderweise bereits voll besetzt. Nur über seine Beziehungen zum ebenfalls mitreisenden Direktor der Eisenbahngesellschaft, Monsieur Bouc, bekommt er noch ein freies Abteil.
Auf der Fahrt durch Jugoslawien, zwischen Vinkovci und Brod, muss der Zug anhalten, da die Strecke durch eine Schneeverwehung blockiert ist. Zu dieser Zeit wird ein amerikanischer Reisender durch zwölf Messerstiche ermordet. Monsieur Bouc bittet Poirot, zusammen mit ihm und dem mitreisenden Arzt Dr. Constantine den Fall aufzuklären.
Keiner kann den Zug verlassen haben. Der Telegraf ist ausgefallen, die Polizei kann daher nicht benachrichtigt werden. Somit kann Poirot keinerlei Informationen von außen beschaffen und ist allein auf die anwesenden Zeugen und die vorliegenden Indizien angewiesen. Eine Flucht des Mörders ist auszuschließen, da im Schnee keine Spuren zu entdecken sind. Der Mörder muss also noch im Zug sein.
Im Abteil des Ermordeten findet Poirot einen nicht vollständig verbrannten Brief, aus dessen Rest er auf die Identität des Toten schließen kann: Es handelt sich um den Verbrecher Cassetti, der vor Jahren ein kleines Mädchen, Daisy Armstrong, entführt und ermordet hatte, sich der Justiz jedoch entziehen konnte.
Poirot befragt alle Passagiere im betreffenden Schlafwagen und durchsucht deren Gepäck. Weder die gefundenen Indizien noch die Zeugenaussagen ergeben ein klares Bild. Einige behaupten, einen Menschen gesehen zu haben, dessen Beschreibung jedoch auf keinen der Reisenden passt.
Poirot sieht schließlich die einzige Lösung darin, dass sämtliche Zeugenaussagen abgesprochen und bewusst auf das Ziel hin konstruiert sind, ihm jeden logischen Schluss unmöglich zu machen: Sobald ein Passagier in Verdacht gerät, kommt von mindestens einem anderen Befragten eine entlastende Aussage.
Schließlich versammelt Poirot alle Beteiligten im Speisewagen und präsentiert ihnen zunächst eine einfache mögliche Lösung, wonach eine außenstehende Person den Mord während des Aufenthalts in Vinkovci begangen habe. Obwohl es ihm gelingt, diese Theorie auf alle Fakten passend zu gestalten, wird sie von Dr. Constantine als zu konstruiert zurückgewiesen. Darauf schildert Poirot die zweite, seine eigentliche Lösung, wonach alle Reisenden im Calais-Kurswagen einschließlich des Schaffners eine Beziehung zu der von Cassetti ermordeten Daisy Armstrong hatten. Nun haben sich alle im Zug zusammengefunden, um Cassetti zu lynchen. Sie sind in der Nacht nacheinander in sein Abteil eingedrungen, und jeder hat einmal auf ihn eingestochen. Der verbrannte Brief, das einzige richtige Indiz, enthielt das von allen unterzeichnete Todesurteil. Um den Detektiv zu täuschen, mussten sie ein raffiniertes Geflecht von einander entlastenden und irreführenden Indizien und Zeugenaussagen erarbeiten. Da diese Lösung vollkommen der Wahrheit entspricht, führen Poirots treffsichere Schilderungen zu bewegenden Geständnissen.
Es befindet sich keine Polizei im Zug, und daher können zunächst keine rechtlichen Schritte unternommen werden. Poirot überlässt Monsieur Bouc die Entscheidung, welche der beiden Theorien der Polizei im nächsten Bahnhof präsentiert werden soll. Monsieur Bouc, tief bewegt von den Umständen des Geschehens, entscheidet sich für die erste Variante.

## Personen

### Die Ermittler
- Hercule Poirot, belgischer Detektiv
- Monsieur Bouc, Direktor der Eisenbahngesellschaft und Freund von Hercule Poirot
- Dr. Stavros Constantine, griechischer Arzt, der die Leiche untersucht

### Personen in Verbindung mit der Familie Armstrong
| Name im Zug                                                                 | Identität im Zug | Beziehung zum Mord an Daisy Armstrong                                                                                       |
| --------------------------------------------------------------------------- | --- | --- |
| Samuel Edward Ratchett                                                      | Das Mordopfer | Eigentlich Cassetti, Daisys mutmaßlicher Entführer und Mörder                                                               |
| Hector Willard MacQueen                                                     | Großer, gutaussehender Amerikaner. Arbeitet als Sekretär und Dolmetscher für Ratchett                                                                                     | Sohn des Staatsanwalts, der in dem Fall der Entführung erfolglos ermittelte, Verehrer von Sonia Armstrong                   |
| Edward Henry Masterman                                                      | Engländer, Kammerdiener Ratchetts | Bursche von Colonel Armstrong im Krieg und später sein Diener                                                               |
| Pierre Michel                                                               | Franzose, Schaffner des Zuges | Vater des durch Suizid verstorbenen Kindermädchens Susanne                                                                  |
| Mary Hermione Debenham                                                      | Britin, jung, klug und beeindruckend. Als Gouvernante in Bagdad tätig. Wird von Poirot für den Kopf hinter dem komplizierten Rachemord gehalten                           | Gesellschafterin, Gouvernante und Sekretärin im Haus Armstrong sowie Lehrerin von Helena                                    |
| Colonel John Arbuthnot                                                      | Britischer Armeeoffizier auf dem Rückweg aus Indien. Mit Mary Debenham bekannt, was sie zu verbergen suchen                                                               | Bester Freund von Colonel Armstrong, der ihm einst das Leben rettete                                                        |
| Prinzessin Natalia Dragomiroff                                              | Ältere russische Adlige auf dem Weg von Konstantinopel zu ihrem Zuhause in Paris                                                                                          | befreundet mit Linda Arden und Patin von Sonia Armstrong                                                                    |
| Hildegarde Schmidt                                                          | Deutsche Frau mittleren Alters. Zofe von Prinzessin Dragomiroff | Köchin im Hause Armstrong                                                                                                   |
| Graf Rudolph Andrenyi                                                       | Ungarischer Diplomat mit englischen Manieren und englischer Kleidung auf der Reise nach Frankreich                                                                        | Onkel von Daisy |
| Gräfin (H)Elena Maria Andrenyi, geborene Goldenberg                         | Junge Frau des Grafen | Schwester von Sonia und Tante von Daisy                                                                                     |
| Greta Ohlsson                                                               | Schwedin, Missionarin mittleren Alters, fährt auf ihren Heimurlaub | Kinderschwester für Daisy                                                                                                   |
| Caroline Martha Hubbard                                                     | Einfältige, ältere und sehr reizbare Amerikanerin. Auf der Rückreise von einem Besuch bei ihrer Tochter, einer Lehrerin in Bagdad                                         | Schauspielerin Linda Arden, Mutter von Sonia und Helena, Großmutter von Daisy                                               |
| Antonio Foscarelli                                                          | Agiler italienischer Vertreter für Ford-Automobile mit amerikanischem Pass                                                                                                | Chauffeur der Familie Armstrong                                                                                             |
| Cyrus Bethman Hardman                                                       | Großer, südländisch aussehender Amerikaner. Detektiv, der sich als Vertreter für Schreibmaschinenfarbbänder ausgibt. Angeblich von Ratchett als Personenschutz engagiert. | Verehrer des Kindermädchens Susanne                                                                                         |
| Infolge der Entführung verstorbene Mitglieder im Haus der Familie Armstrong | | |
| Daisy Armstrong                                                             | | 3-jähriges Mädchen, entführt und ermordet                                                                                   |
| Colonel Armstrong                                                           | | Vater von Daisy, erschoss sich nach dem Tod seiner Frau                                                                     |
| Sonia Armstrong                                                             | | Frau von Colonel Armstrong, starb nach Fehlgeburt infolge des Schocks nach dem Tod von Tochter Daisy                        |
| Susanne                                                                     | | Tochter von Pierre Michel, Kindermädchen von Daisy, Suizid durch Sprung aus einem Fenster wegen Vorwurf der Komplizenschaft |

Die Filmadaptionen halten sich bis auf geringe Abweichungen an diese Personenliste. So ist Susanne auch mal Schwester von Pierre Michel, Arbuthnot fungiert auch als Doktor für die Leichenschau und vereinzelt werden Namen verändert.

## Bezug zu realen Ereignissen
Inspiriert hatten Christie die Ereignisse um die Entführung des Lindbergh-Babys: Charles Augustus Lindbergh jr., der Sohn des Flugpioniers Charles Lindbergh, war im März 1932 im Alter von 20 Monaten aus seinem Elternhaus entführt worden. Nach der Zahlung eines Lösegeldes in Höhe von 50.000 US-Dollar wurde das Kleinkind ermordet aufgefunden.
Ein bei den Eltern von Mrs. Lindbergh angestelltes Dienstmädchen wurde zu Unrecht der Komplizenschaft verdächtigt und nahm sich nach einem sehr harschen Polizeiverhör das Leben. Dieser Zwischenfall diente Agatha Christie als Motiv für die Beteiligung des Schlafwagenschaffners Pierre Michel an der Ermordung von Ratchett/Cassetti, indem sie nach dem Vorbild des Dienstmädchens aus dem Lindbergh-Fall für den Roman das Dienstmädchen Susanne Michel – Tochter von Pierre Michel – schuf, das sich nach unrechtmäßiger Verdächtigung ebenfalls das Leben nahm.
Der Fall Lindbergh war zur Zeit der Erstveröffentlichung von Mord im Orient Express im Januar 1934 noch unaufgeklärt. Erst im September 1934 wurde Bruno Hauptmann als mutmaßlicher Täter festgenommen. Obwohl im Laufe des folgenden Prozesses Zweifel aufkamen, wurde Hauptmann wegen Mordes 1935 schuldig gesprochen und 1936 hingerichtet.

## Widmung
Christie widmete den Roman ihrem zweiten Ehemann Max Mallowan. Zuvor hatte sie ihm bereits Das Geheimnis von Sittaford gewidmet, und ihren letzten Roman Alter schützt vor Scharfsinn nicht widmete sie ihm ebenfalls.

## Rezeption
Obwohl der Roman als einer der bekanntesten und beliebtesten von Agatha Christie gilt, hat er auch eine Reihe von Kritikern gefunden. Besonders ablehnend äußerte sich Raymond Chandler:

„Und nun noch ein Mord von Agatha Christie, in dem M. Hercule Poirot, der einfallsreiche Belgier, der ein Französisch spricht, das das Niveau der wörtlichen Übersetzung eines Quartaners hat, mitwirkt, wobei er pflichtschuldigst mit seinen ‚kleinen grauen Zellen‘ manövriert. M. Poirot entscheidet, daß niemand in einem bestimmten Schlafwagen den Mord allein begangen haben könne, und kommt deshalb zu dem Schluß, daß alle zusammen daran beteiligt waren, und teilt den Prozeß in eine Reihe einfacher Handlungen auf wie die Montage eines Schneebesens für die Küche. Das ist die Sorte, vor der selbst der schärfste Verstand kapituliert. Nur ein Halbidiot könnte auf diesen Einfall kommen.“

## Vergleich mit anderen Werken
Mord im Orient-Express ist einer der Romane von Agatha Christie, in denen die Täter nicht vor Gericht gestellt werden, und der einzige, in dem die Täter bewusst als freie Menschen davonkommen. In den anderen entsprechenden Romanen hat der Täter die Möglichkeit, sich durch Selbstmord der drohenden Hinrichtung zu entziehen (u. a. Alibi, Das Haus an der Düne), er kommt während der Entlarvung um (Mord auf dem Golfplatz) oder verschwindet einfach von der Bildfläche (Die großen Vier).
Ein weiterer Roman, in dem ein real existierender berühmter Personenzug Schauplatz der Handlung ist, ist Der blaue Express. Christie verwendet für den Zugbegleiter in beiden Romanen denselben Namen, Pierre Michel.
Mord im Orient-Express gehört zu den wenigen Werken Agatha Christies, die im Winter spielen. Die anderen sind Das Geheimnis von Sittaford und Die Mausefalle.

## Verfilmungen
Der Roman wurde zweimal fürs Kino und dreimal fürs Fernsehen verfilmt. Zuerst 1974 mit Starbesetzung unter der Regie von Sidney Lumet. Albert Finney spielte Hercule Poirot.
Für das US-Fernsehen entstand 2001 mit Mord im Orient-Express eine modernisierte Fassung von Carl Schenkel mit Alfred Molina als Poirot.
2009 folgte eine dritte Verfilmung in der Serie Agatha Christie’s Poirot mit David Suchet in der Hauptrolle.
2015 strahlte der japanische Sender Fuji TV eine zweiteilige Verfilmung des Buches aus. Dabei wurden die Namen und der Handlungsort nach Japan verlegt. So wurde aus Hercule Poirot Takeru Suguchi, welcher von Mansai Nomura gespielt wurde, und der Zug fährt von Shimonoseki nach Tokio.
Im November 2017 erschien eine fünfte Verfilmung mit erneuter Starbesetzung. Der Dreh erfolgte unter der Regie von Kenneth Branagh, der auch die Hauptrolle übernahm. Branagh realisierte später noch zwei weitere Poirot-Verfilmungen.

## Bühne
Der amerikanische Stückeschreiber Ken Ludwig verfasst das Stück Murder on the Orient Express, das im Jahr 2017 am McCarter Theatre in Princeton (USA) seine Uraufführung feierte. Die deutschsprachige Erstaufführung Mord im Orientexpress fand am 21. November 2019 am Theater in der Josefstadt in Wien statt.

## Ausgaben und Titel
Der Roman erschien zuerst unter dem Titel Murder on the Orient Express am 1. Januar 1934 im Vereinigten Königreich (Collins Crime Club, London). Die amerikanische Erstausgabe erschien später im Jahr unter dem Titel Murder in the Calais Coach (Dodd Mead and Company, New York). Die Wahl dieses Titels wurde notwendig, weil 1933 in den USA der Roman Stamboul Train von Graham Greene unter dem Titel The Orient Express veröffentlicht worden war.
Die deutsche Erstausgabe erschien 1934 im Goldmann Verlag Leipzig unter dem Titel Die Frau im Kimono in der Übersetzung von Elisabeth van Bebber. 1951 wurde der Titel in Der rote Kimono von Goldmann München verändert. Mit dem Start der ersten Verfilmung für das Kino (1974) wurde auch der Titel des Romans in Mord im Orient-Expreß (Deutscher Bücherbund) geändert. 1999 gab der Scherz Verlag eine grundlegende Neuübersetzung von Otto Bayer heraus.

## Hörbücher
- 2003: Mord im Orientexpress 3 CDs. Gelesen von Stefan Wilkening. Regie: Caroline Neven Du Mont. Gekürzte Fassung von Angela Thomae. Aus dem Englischen von Anja Hansen-Schmidt. München: Der Hörverlag[12]
- 2004: Mord im Orientexpress 6 CDs. Ungekürzte Lesung. Sprecher: Martin Maria Schwarz. Regie: Hans Eckardt. Übersetzung von Otto Bayer. Marburg/Lahn: Verlag und Studio für Hörbuchproduktionen[13]
- 2014: Mord im Orientexpress 1 MP3-CD. Ungekürzte Lesung. Sprecher: Friedhelm Ptok. Aus dem Englischen von Otto Bayer. München: Der Hörverlag[14]